# ヨシカネタクロウ
ヨシカネタクロウ（1974年9月17日 - ）は、日本のシンガーソングライター、音楽プロデューサー、作詞家、作曲家、ボイストレーナー、17LIVEライバー、とよあけ広報大使（第1号）、STUDIO SONGSオーナー、ヨシカネタクロウミュージックスクール主宰。山口県防府市生まれ、愛知県豊明市出身。ブランケットボイスの持ち主。
代表曲『ありがとう』でNHK紅白歌合戦への出場を目指している。

## 経歴
2012年2月 - 東日本大震災復興支援チーム「がんばっぺし☆なごや」に参加。主に岩手県陸前高田市の仮設住宅へ訪問し「みんなで唄う音楽会」を定期的に実施。
2014年 - 東日本大震災復興支援ソング『ありがとう』が、ポッカサッポロフード＆ビバレッジ株式会社のテレビCMソングに起用される。(2014年〜2017年の4年連続) 同年 JOYSOUNDにて楽曲『ありがとう』のカラオケ配信がスタートする。
2016年
- 9月 - 自身の出身地である豊明市文化会館大ホールにてスペシャルワンマンコンサート「ありがとう、ふるさと。」を開催[6]。
- 11月 - 豊明市長より第一号の「豊明市広報大使」に任命される[6]。

2017年
- 3月11-12日 - 愛知県小牧市にて、インディアン吉田氏の主催による東日本大震災追悼イベント「アースデイいわき2017 in 小牧山」のイベントテーマソングとして「ふるさと」が起用される[6]。

2018年12月 - 「よしかねたくろう」から「ヨシカネタクロウ」に改名。
2019年 - しのざき美知 率いる「きのこになりたい」のメンバーとして加入。
2020年 - 『blanket songs 〜あなたを包む歌声〜』でメジャーデビュー。
2021年 - きのこになりたいを脱退。
2021年 - 「CMCプロジェクト」のテーマソングとして『きみをしりたい』が起用される。
2024年 - 代表曲『ありがとう』が、J:COMチャンネルスポーツ番組「パラスポチアーズ！～パラアスリート全力応援！～」及びJ:COMチャンネルにおける「パリ2024パラリンピック」放送のエンディングテーマに採用されることが発表された。

## イベントライブ『音楽ノチカラ、ありがとう。』
2023年より定期的にイベントライブ活動を行っている。

### 第1回
2023年3月11日 - 東京汐留BLUE MOOD
出演：mulla（白い海）、渡辺圭一、Sonido del Viento、ハイカロリーズ（クリステル・チアリ、ゆっき～G子）、岡村多加江、NONO、ヨシカネタクロウ

### 第2回
2023年5月27日 - 名古屋御器所COTAN
出演：mulla（白い海）、広瀬まり、ヨシカネタクロウ

### 第3回
2023年7月28日 - 名古屋鶴舞Perch
出演：mulla（白い海）、竹内藍、ヨシカネタクロウ

### 第4回
2024年3月29日 - 名古屋御器所COTAN
出演：mulla（白い海）、竹内藍(Bass.和佐田達彦)、ヨシカネタクロウ

### 音楽ノチカラ、ありがとう。in TOKYO
2024年6月27日 - 東京高田馬場音楽室DX
出演：mulla（白い海）、竹内藍、和佐田達彦、ヨシカネタクロウ

## ディスコグラフィ

### アルバム
オフィシャルウェブサイトより
|      | 発売日                                  | タイトル                          | 規格品番   | 収録曲 | 備考                       |
| ---- | --------------------------------------- | --------------------------------- | ---------- | --- | -------------------------- |
| 1st  | 2015年9月27日                           | 41                                | YTYZ-00041 | 1. 跳べ 2. アンサー 3. 優しくなりたい 4. 自画像 5. 晴れた日に 6. Can emo chicken cases 7. pine 8. 存在(Acostic ver.) 9. マカロニ(41 ver.) 10. ストレートしか投げないノーコンピッチャー 11. 富豪の食卓 12. ありがとう(with Friends) | よしかねたくろう 名義      |
| 2nd  | 2016年09月18日                          | ふるさと                          | OMCD-01096 | 1. ありがとう(Yojo-han Ver.) 2. 存在(Home Ver.) 3. heaven-white-river 4. ユタカナアカリ 5. 愛・知・人 ～愛を知る人々～ 6. 上昇(Home Ver.) 7. ふるさと(Home Ver.)                                                                   | 同上                       |
| 3rd  | 2017年09月17日                          | 人の為                            | OMCD-43001 | 1. ありがとうディアフレンズ 2. 釣った魚にエサやらないなんて言わないで 3. ニセモノ 4. にちようび 5. ありがとう | 同上                       |
| 4th  | 2018年09月23日                          | ただいま、おかえり。              | OMCD-44001 | 1. ただいま、おかえり。 2. ユタカナアカリ 3. oneday 4. ありがとう | 同上                       |
| 5th  | 2019年09月11日                          | まつりのあと                      | OMCD-45001 | 1. 滑走路 2. きみをしりたい 3. あぐみのひと 4. くもりのち雨 5. しんぼー 6. まつりのあと | 以降 ヨシカネタクロウ 名義 |
| 6th  | 2020年05月30日                          | blanket songs～あなたを包む歌声～ | SRRN-31096 | 1. 僕は10パーセント 2. ありがとう 3. 上昇 4. きみがいい 5. ふるさと 6. 希望の旅 7. てぃーら 8. リンゴは涙で色止めて | メジャーデビューアルバム   |
| 7th  | 2021年09月19日                          | TAKRO2020                         | TAKR-02020 | 1. JOSHO2020-2022 2. 3.14のWhy?Today 3. リアル ※CD盤のみ 4. アンサー (2020) 5. 2020 6. あぐみのひと (2020) 7. 自画像 (2020) 8. 富豪の食卓 (2020) 9. 跳べ (2020) 10. たんぽぽの金メダル                                             |                            |
| 8th  | 配信：2022年09月17日 CD：2022年09月18日 | BRAVO                             | SNGS-02022 | 1. 承認欲求 2. カタチ 3. 昨日の予感 4. restarting 5. はじまりのとき 6. YASSAN 7. 貴方と私 |                            |
| 9th  | 配信・CD：2023年9月17日                 | 愛LOVE                            | ILOV-02023 | 1. ハッピーバースデー 2. 夏のトビラ 3. せぃ 4. スウィーツ男子 5. きみのしるし 6. めくるめくクリスマス 7. YOCCHANG LOVE 8. 愛LOVE                                                                                                   |                            |
| 10th | 配信：2024年09月28日 CD：2024年09月29日 | ALL応援SONGS                      | SUPP-02024 | 1. ファイティングポーズ 2. 伴走 3. ありがとう。 4. 春一番 5. がんばれ！たっちゃん 6. 向日葵のうた 7. たっちゃん航空 8. 人生百年旅行 9. 小さな夜の想い                                                                              |                            |

## 主な楽曲提供
- ポッカサッポロフード＆ビバレッジ　ふるさとナゴヤとともにTVCM「ありがとう」2014年 - 2017年[15]
- アースデイいわき in 小牧山　テーマソング「ふるさと」2017年[16]
- 豊明市交通安全・防犯公式ソング「ただいま、おかえり。」[17]
- CMCプロジェクト　テーマソング「きみをしりたい」[18]

## ラジオ番組
- 名古屋MID-FM76.1　サッポロビールプレゼンツ「よしかねたくろうのありがとうディアフレンズ」2016年 - 2019年